# ثنائي البوران
ثنائي البوران هو مركب كيميائي مكون من عنصري البورون والهيدروجين، وله الصيغة B2H6، ويكون على شكل غاز عديم اللون، وهو أبسط مركب من مركبات البورانات.

## التحضير
يحضر ثنائي البوران في المختبر فقط، إذ أنه لا وجود له في الطبيعة. هناك عدة طرق مختلفة من أجل تحضير ثنائي البوران، وذلك إما من:
تفاعل هيدريد الليثيوم مع ثلاثي فلوريد البورون:
{\displaystyle \mathrm {6\ LiH\ +\ 8\ BF_{3}\rightleftharpoons \ 6\ Li[BF_{4}]\ +\ B_{2}H_{6}} }
أو من تفاعل هيدريد ألومنيوم الليثيوم مع ثلاثي كلوريد البورون في وسط من ثنائي إيثيل الإيثر:
{\displaystyle \mathrm {3\ Li[AlH_{4}]\ +\ 4\ BCl_{3}\rightleftharpoons \ 3\ Li[AlCl_{4}]\ +\ 2\ B_{2}H_{6}} }
أو من تفاعل بورهيدريد الصوديوم مع ثلاثي فلوريد البورون في وسط من ثنائي ميثوكسي الإيثان:
{\displaystyle \mathrm {3\ NaBH_{4}\ +\ 4\ BF_{3}\rightleftharpoons \ 3\ NaBF_{4}\ +\ 2\ B_{2}H_{6}} }
أو من تفاعل بورهيدريد الصوديوم مع اليود في وسط من ثنائي ميثوكسي الإيثان أو رباعي هيدرو الفوران:
{\displaystyle \mathrm {2\ NaBH_{4}\ +\ I_{2}\rightleftharpoons \ B_{2}H_{6}\ +\ 2\ NaI\ +\ H_{2}} }
يمكن التحضير على مستوى تقني من هدرجة أكسيد البورون B2O3 وذلك باستخدام حفاز من الألومنيوم وكلوريد الألومنيوم عند درجات حرارة أعلى من 150 °س، وعند ضغط مطبق من الهيدروجين مقداره 750 بار.
{\displaystyle \mathrm {B_{2}O_{3}\ +\ 2\ Al\ +\ 3\ H_{2}\ +\ AlCl_{3}\longrightarrow \ (BH_{3})_{2}\ +\ 3\ AlOCl} }

## الخصائص
إن ثنائي البوران عبارة عن غاز سام، عديم اللون، قابل للاشتعال، له رائحة حلوة منبهة. في الشروط العادية يكون المركب شبه مستقر، وفوق 50 °س يبدأ ثنائي البوران بالتفكك إلى البورانات العليا (مثل رباعي البوران وخماسي البوران وعشاري البوران وغيرها) مع إطلاق غاز الهيدروجين. تبلغ درجة حرارة الاشتعال الذاتي لمركب B2H6 النقي عند 145 °س، وعند وجود آثار من البورانات العليا، يمكن أن يحدث اشتعال تلقائي محرراً كمية كبيرة من الحرارة، كما يمكن أن يشكل مزائج انفجارية مع الهواء.
{\displaystyle \mathrm {B_{2}H_{6}\ +\ 3\ O_{2}\longrightarrow \ B_{2}O_{3}\ +\ 3\ H_{2}O\ \ \Delta H=-2137.7kJ} }

### البنية
إن المركب البادئ في البورانات هو BH3، وهو مركب غير مستقر، إذ أن ذرة البورون تكون محاطة بست إلكترونات تكافؤ، وبالتالي، لتشكيل ترتيب إلكتروني مستقر قريب من قاعدة الثمانيات، يحدث اشتراك مع رابطة B-H لذرة بورون أخرى، مما يؤدي إلى تشكيل رابطة B-H-B، وهي رابطة ثلاثية المركز ثنائية الإلكترون. في ثنائي البوران هناك رابطتين من هذا النوع، حيث تقوم ذرتا هيدروجين بتشكيل روابط جسرية بين ذرتي البورون، في حين أن ذرتي الهيدروجين المتبقيتين تشكلان روابط B-H نمطية مع كل ذرة بورون.
ينتشر الإلكترونان في المدار الجزيئي الرابط في رابطة B-H-B عبر الفضاءات بين النووية للذرات الثلاث. إن رتبة الرابطة تبلغ 0.5 لكل ارتباط من النوع B-H، بحيث أن الروابط B−H الجسرية أضعف وأطول من الروابط B−H الطرفية.

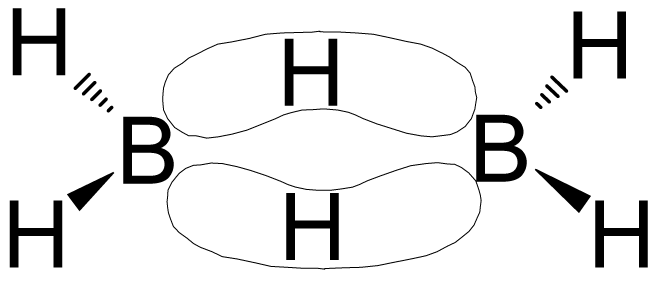
الروابط الجسرية في ثنائي البوران

### التفاعلات الكيميائية
إن ثنائي البوران هو أبسط مركبات البورانات، حيث أن المركب الابتدائي البوران غير مستقر، ويميل إلى تشكيل ثنائي البوران. بما أن البورون في ثنائي البوران يعاني من نقص إلكتروني نتيجة تشكيل رابطة ثلاثية المركز ثنائية الإلكترون، فإن B2H6 عبارة عن حمض لويس ويتفاعل من أجل تشكيل روابط تناسقية مع قواعد لويس، مثل الأمونياك.
{\displaystyle \mathrm {B_{2}H_{6}\ +\ 2\ NH_{3}\ \longrightarrow \ 2\ BH_{3}\leftarrow NH_{3}} }
يتفاعل ثنائي البوران مع الأمينات الثالثية ليشكل معقدات أمينو البوران السائلة.
{\displaystyle \mathrm {2\ R_{3}N\ +\ B_{2}H_{6}\rightleftharpoons \ 2\ R_{3}N-BH_{3}} }
يمكن من خلال هذا التفاعل تخزين ثنائي البوران دون خطر، إذ أن التفاعل يمكن أن يحرر B2H6 مرة أخرى من خلال التفاعل مع حمض قوي مثل حمض الهيدروكلوريك:
{\displaystyle \mathrm {2\ R_{3}N-BH_{3}\ +\ 2\ HCl\rightleftharpoons \ 2\ R_{3}NH^{+}\ +\ 2\ Cl^{-}\ +\ B_{2}H_{6}} }

## الاستخدامات
يعد ثنائي البوران من المركبات المهمة في تفاعلات إضافة البورون الهيدروجينية، حيث تتحول الألكينات إلى ثلاثي ألكيل البورانات:
{\displaystyle \mathrm {3\;RCH=CH_{2}\ +\ (THF)BH_{3}\rightarrow \ (RCH_{2}CH_{2})_{3}B\!\ +\ THF} }

## احتياطات الأمان
إن غاز ثنائي البوران غاز سام وقابل للاشتعال، بحيث يمكن أن يشكل مزائج انفجارية مع الهواء بنسب تتفاوت من 0.8 إلى 88 %.